# سالمة صالح
سالمة صالح (1942) كاتبة قصص قصيرة ومترجمة ورسامة عراقية من مواليد مدينة الموصل في العراق. اشتهرت بمقالاتها حول حقوق الإنسان خاصة المرأة. نُشرت لها الكثير من المؤلفات من بينها المجموعة القصصية ”التحولات“ ورواية ”عام السرطان“. كتبت لمجلتي ”ألف باء“ و”الشباب“، وشغلت منصب عضو لجنة تحكيم «جائزة الملتقى» للقصة القصيرة العربية.

## التعليم
نشأت سالمة في بيئة شجعتها على القراءة. كانت والدتها واسعة الإطلاع تعلمت منها أسماء الأشياء في محيطها وأسماء الزهور والأعشاب، وكيفية تحويل الأرض القاحلة إلى بستان، بالإضافة إلى سردها لحكايات الأطفال التي نمّت الجانب الإبداعي لسالمة. في المدرسة كانت سالمة تقرأ أشعار لمعروف الرصافي وحافظ ابراهيم، ونتيجة تأثرها بهم، قلدت وحفظت مئات القصائد التابعة لكثير من الشعراء، بالإضافة إلى مشاركتها في مسابقات شعرية. وفي فترة لاحقة انتقلت من قراءة الشعر إلى قراءة الكتب، حيث قرأت في شتى المجالات ولمختلف الكتّاب مثل ميخائيل نعيمة، وعبد العزيز القوصي، وسيغموند فرويد، حتى تمكنت من قراءة ما يقارب ثلاثمائة صفحة في اليوم. وعندها بدأت سالمة بمحاولاتها الأولى بالكتابة حتى نشرت أول مجموعة قصصية لها وهي في التاسعة عشرة من العمر. وكتبت مسرحية في المرحلة الثانوية مثلتها الفرقة المدرسية أمام جمهور كبير.
بعد أن أتمت دراستها الجامعية في العراق، التحقت سالمة بالقسم المسائي لمعهد الفنون الجميلة في بغداد حيث درست الرسم عام 1967، وكذلك الموسيقى عام 1969 حيث تعلمت العزف على آلة الكمان. ولكن بعد قضاء حوالي عام ونصف من دراسة الموسيقى، لم تتمكن من المواصلة لأسباب عملية، من بينها عدم القدرة على الوصول إلى المعهد في مبناه الجديد، وعدم انتظام الدراسة فيه انذاك. تخرجت سالمة من كلية الحقوق في جامعة بغداد في أواسط الستينات، وخلال فترة دراستها كتبت مسرحيتين لتلفزيون بغداد. درست اللغة الألمانية عام 1979 في معهد هيردر في لايبزك ثم درست الصحافة في جامعة لايبتزغ عام بين 1980و 1983، وتابعت دراستها وحصلت على درجة الدكتوراه عن أطروحتها ”اتجاهات عالمية في تطور وسائل الإعلام“ عام 1986.

## السيرة المهنية
اثناء دراستها في كلية الحقوق، عُرفت سالمة صالح ككاتبة برامج إذاعية وكاتبة عمود في الصحافة العراقية حيث كتبت عمودها اليومي في جريدة صوت العرب تحت عنوان «زاوية حرة» عام 1967 و«خمس حكايات صغيرة» لمجلة الإذاعة والتلفزيون عام 1965 وقبلها لمجلة القنديل. وواصلت عملها الصحفي لمدة 16 عام، أي من عام 1961 حتى 1977. نشرت مقالات تدافع فيها عن حقوق الإنسان خاصةً النساء ونضالهن من أجل التحرر. وعملت ككاتبة لمجلة ”ألف باء“ عام 1968، ولمجلة ”الشباب“ 1969، بالإضافة إلى إنها ساهمت وابتكرت عدداً من الأركان الصحفية الاجتماعية.
تخصصت في الأدب الخيالي والقصص القصيرة، حيث نشرت البعض منها في الصفحات الأدبية، ونشرت غيرها من النصوص الأدبية القصيرة في مجلة القنديل ثم للإذاعة، وألفت أيضاً قصص خيالية وحقيقية للأطفال والشباب البالغين. ولعل أحد أسباب تخصصها في كتابة القصص القصيرة هو عدم توفر الإمكانيات لنشر الكتب انذاك، مما أثر بشكل أو بآخر على ازدهار هذا النمط الأدبي أكثر من غيره. فكانت الصحافة هي الناشر والمروج الوحيد للأدب، بالإضافة إلى أن القراء كانوا يفضلون قراءة النصوص القصيرة في فترات فراغهم. وفي أولى كتاباتها، اعتمدت سالمة الأسلوب التقليدي الذي قسم القصة إلى مقدمة وعقدة وحل. واصدرت المجموعة القصصية ”التحولات“ وذلك بالرغم من القيود التي فرضت على ممارسة الكتابة الفلسفية بحرية في تلك الفترة. وفي عام 2016، عُينت سالمة كعضو من أعضاء لجنة تحكيم «جائزة الملتقى» للقصة القصيرة العربية.
تُرجم عدد من نصوصها إلى عدة لغات من بينها الإنجليزية، والألمانية، والأسبانية، والفارسية، والمالايالامية، وتًرجمت عدة كتب من الألمانية إلى العربية.
أقامت سالمة معرض بعنوان ”نوافد“ في برلين وعرضت فيه لوحاتها بفن الجرافيك، فكان الهدف منه إبراز مختلف عناصر الطبيعة حتى في الزوايا الأكثر قبحاً، وتحويل ما هو غير مرئي إلى مرئي. وجدت سالمة ارتباط وثيق بين الرسم والشِعر، فهي تؤمن أن بعض قصائدها تساعدها على تصميم لوحاتها تارة، وأن الرسم يحل محل النثر في التعبير تارة أخرى.

## مؤلفاتها

### روايات
- ”النهوض“، طبعة ثانية دار المدى للثقافة والنشر، بغداد، 1974.
- ”زهرة الأنبياء“، دار المدى للثقافة والنشر، بغداد، 1994.
- ”الهاوية“، منشورات الجمل، بغداد، 2013.
- ”عام السرطان“، منشورات الجمل، بغداد، 2017. تضاربت الأراء حول تصنيف هذه الرواية، فقد وضعته سالمة في خانة «تجارب» بينما ارتأى الشاعر فاضل العزاوي بتصنيفه كرواية. وعلى الرغم من صحة التصنيفين أعلاه، اقترحت سالمة بتصنيف الكتاب على إنه «تقرير» لأنه كان سرداً لتجاربها الشخصية مع مرض السرطان. ولكن بما أن العمل كان أكثر أدبية من كونه تقريرا، تم الإتفاق على تصنيفه كـ«سيرة روائية».[8]
- رسام المدينة، منشورات الجمل، بيروت 2021

### مجموعة قصصية
- ”التحولات“، اتحاد الكتاب العرب، دمشق، 1974.
- شجرة المغفرة، دار المدى، دمشق 1996
- ”البحث عن الخلندق“، منشورات الجمل، بغداد، 2006.
- الجملة المفقودة، منشورات الجمل، بيروت 2021

### ترجماتها
- ”العام الثلاثون“ للمؤلفة انغبور باخمان، منشورات الجمل، بغداد، 1998.
- ”كاسندرا“، منشورات الجمل، بغداد، 1999.
- ”الطريق الأطول: النساء في أول برلمان فلسطيني“ للمؤلفة انجيلا غرونرت، منشورات الجمل، بغداد، 2000.
- ”ميديا. أصوات“ للمؤلفة كريستا فولف، منشورات الجمل، بغداد، 2001.
- ”المرأة والعولمة“ للمؤلفة كريستا فيشتريش، منشورات الجمل، بغداد، 2002.
- ”مذكرات أميرة عربية“ للمؤلفة إميلي رويتي، منشورات الجمل، بغداد، 2006.
- ”على المنحدر“ للمؤلف ماركوس فرنر، دار نفرو للنشر والتوزيع، القاهرة، 2007.
- ”علم الكلام والمجتمع في القرنين الثاني والثالث للهجرة“ للمؤلف يوسف فان إس، منشورات الجمل، بغداد، 2008.
- فصل ”السراب“ من رواية ”أحداث 11 سبتمبر لغاية الثورات العربية“ للمؤلف توماس لير، معهد غوته، بغداد، 2011.

## مساهمات أخرى
- مراجعة رواية «القط والفأر» للمؤلف غونتر غراس، ترجمة أبو العيد دودو، منشورات الجمل، بغداد، 1961.
- مراجعة رواية ”خط الصديق“ للمؤلفة بربارا فريشموت، ترجمة أميرة فيصل، منشورات الجمل، بغداد، 1998.
- تصميم غلاف كتاب ”القلعة الخامسة“ للمؤلف فاضل العزاوي (النسخة العربية)، منشورات الجمل، بغداد، 2000.
- تصميم غلاف كتاب ”ميديا. أصوات“ للمؤلفة كريستا فولف، منشورات الجمل، بغداد، 2001.
- تصميم غلاف كتاب ”صانع المعجزات“ للمؤلف فاضل العزاوي، شركة بي أو أي اديشنز، نيويورك، 2003.
- إقامة معرض ”نوافذ“، بيت الجيرة، 9 ديسمبر 2003 - 6 فبراير 2004.
- تصميم غلاف ديوان شعر ”مكتب الأحلام المفقودة“ للشاعرة أستريد رايمان.
- تصميم غلاف كتاب ”بول بولز وعزلة طنجة“ للمؤلف محمد شكري، منشورات الجمل، بغداد، 2006.
- التقاط صورة غلاف ”القلعة الخامسة“ للمؤلف فاضل العزاوي (النسخة الإنجليزية)، قسم النشر بالجامعة الأمريكية، القاهرة، 2008.
- تصميم غلاف رواية ”آخر الملائكة“ للمؤلف فاضل العزاوي (النسخة الإنجليزية)، سايمون وشوستر، 2008، و(النسخة الألمانية)، دار دورلمان، زيورخ، 2014.
- تصميم غلاف كتاب ”المسافر وصاحب النزل“ للمؤلف فاضل العزاوي، قسم النشر بالجامعة الأمريكية بالقاهرة، 2011.
- تصميم غلاف رواية ”الأسلاف“ للمؤلف فاضل العزاوي، منشورات الجمل، بغداد، 2017.
- تصميم شعار ”حديقة الشعر“ في برلين.
- تصميم شعار جمعية الحياة الخيرية لمساعدة أطفال غزة، في برلين.